# Терзыул, Владислав Александрович
Владислав Александрович Терзыул (18 июня 1953, Артём, Приморский край, СССР — 18 мая 2004, гора Макалу) — украинский альпинист.

## Биография
Проживал в городе Южный Одесской области.
Заслуженный мастер спорта (2000), мастер спорта международного класса (1999), капитан сборной Украины по альпинизму в высотном классе (2000—2004). За карьеру совершил более 50 восхождений 5-6 категории сложности. В 2001 году первым взошел на вершину Манаслу по юго-восточному ребру.
Согласно одной из существующих версий, является первым горовосходителем из СНГ, покорившим все восьмитысячники мира, однако формально две из четырнадцати вершин не были засчитаны, так как были не главными. Также совершил восхождения на все семитысячники бывшего СССР, но его нет в списках «Снежных барсов» Владимира Шатаева.
17 мая 2004 года Терзыул и американец Джей Сьегер (Jay Sieger) поднялись на вершину Макалу по западному гребню. Данный маршрут считается наиболее сложным.. На спуске Сьегер погиб от ударом камня по голове. Его тело было найдено членами казахстанской сборной на высоте 8300 метров.. Тело Терзыула не было обнаружено и обстоятельства его пропажи и предположительной гибели неизвестны.

## Клуб «Вызов 14×8000»

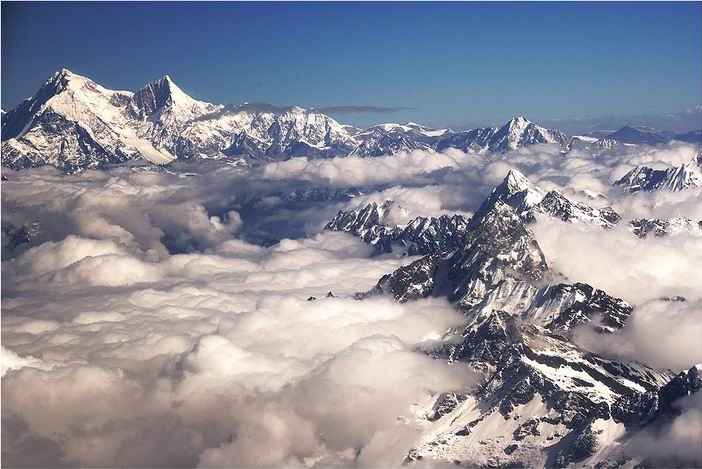
Шишабангма — сдвоенный пик слева и остроконечный Моламенкинг (7703 м) справа, вид с юга с самолёта

Принято считать, что альпинист с Украины Владислав Терзыул первым из постсоветских альпинистов за 11 лет (1993—2004) взошёл на все 14 восьмитысячников мира. Однако были обстоятельства, согласно которым это достижение не может быть зачтено.
Статистика мирового альпинизма не засчитывает претендентам на «Корону Земли» восхождения на Предвершину Броуд Пика (8028 м) и Центральную вершину Шишабангмы (8008 м), которые ниже главных пиков. Например, пик Шишабангма имеет две вершины выше 8000 м. Это Шишабангма Центральная (8008 м) с северной стороны и Шишабангма Главная (8027 м) в 500 метрах от неё дальше по хребту. В зачёт идёт более высокий пик всего массива.
Украинская национальная экспедиция 27 сентября 2000 года взошла на пик Шишабангма Центральная по классическому пути с севера с китайской стороны. Сергей Пугачёв, участник экспедиции из Донецка:

Это была малобюджетная, скоростная экспедиция — очень короткая и быстрая акклиматизация, два выхода на маршрут. Мы сразу же набрали темп, потому что Слава должен был взойти еще на одну гору — Чо-Ойю, что он потом с блеском и сделал…
…На Главную вершину мы не залезли, потому что просто не знали, что она есть. Все экспедиции идут на Центральную, и китайцы эту гору засчитывают и дают на неё сертификаты. Знали бы мы, что нужно еще пройти по гребню, мы бы так и сделали, вышли бы пораньше. А мы сделали то, что первоначально запланировали, четко и быстро.

Терзыулу не засчитали ещё и Броуд-пик по той же причине и его имя  не значится в списках покорителей этой горы.
11 мая 2009 года казахстанец Денис Урубко стал первым действительным членом Клуба «Вызов 14×8000» из СНГ и пятнадцатым в мире. Он совершил с Борисом Дедешко первопроход на Чо-Ойю по юго-восточной стене и покорил свой 14-й восьмитысячник.

## Награды
Полный кавалер ордена «За мужество», отмечен орденом святого равноапостольного князя Владимира[уточнить].